# جک منسل
جک منسل (با نام مستعار جان منسل) ،(زاده ۲۲ اوت ۱۹۲۷ – درگذشته ۱۹ مارس ۲۰۱۶) یک فوتبالیست حرفه‌ای بود که ۲۷۴ بازی در لیگ فوتبال به عنوان مدافع کناری برای برایتون ، کاردیف سیتی و پورتسموث به میدان . او پس از بازنشستگی به عنوان بازیکن، به کادر مربیگری شفیلد ونزدی پیوست .  در آنجا، در اوایل آوریل ۱۹۶۴، او پس از اخراج ویک باکینگهام ، سرمربی موقت شد.  او با طولانی‌ترین دوره حضورش در ردینگ، مربی باشگاه‌های زیادی بود و در خارج از کشور با تیم‌هایی مانند بلاوویت آمستردام ،  بوستون بیکنز  و تیم ملی فوتبال اسرائیل تجربه داشت .  در سال ۱۹۸۲، منسل پس از یک سال حضور در تیم ملی اسرائیل ، برای مربیگری تیم مکابی انتخاب شد. منسل در ۱۹ مارس ۲۰۱۶ درگذشت.  او بهترین بازیکن فوتبال بود